# Hornoslavkovský tunel
Hornoslavkovský tunel je opuštěný železniční tunel na katastrálním území  Horní Slavkov na úseku trati 144 Krásný Jez–Loket mezi stanicemi Horní Slavkov–Kounice (dříve Ležnice) a Horní Slavkov v km 6,864–7,019.

## Historie
Železniční trať byla postavena společností Císařsko-královské státní dráhy jako pokračování dráhy z Lokte do Krásného Jezu. Stavba byla zahájena 12. října 1899 a dána do provozu 7. prosince 1901. Na tomto úseku byly postaveny čtyři tunely, čtyři kamenné viadukty a ocelový most přes řeku Ohři. Kolem roku 1950 byla trať rekonstruována v souvislosti s přepravou uranové rudy, která se zde těžila. V roce 1997 byl provoz na trati zastaven.

## Popis
Jednokolejný tunel se nachází na vyřazené trati Loket předměstí–Horní Slavkov–Kounice mezi dvěma viadukty v Chráněné krajinné oblasti Slavkovský les. Tunel vyražený v úbočí kopce v nadmořské výšce 600 m je dlouhý 155 m.